# Misztikum Színpad
A Misztikum Színpad 2004-ben alakult. Nógrády Gyula amatőr énekes közel 30 év után idősnek érezte magát, hogy folytassa eddigi munkáját. Több híres személyiség segített neki abban, hogy új amatőr tehetségeket fedezzen fel. Utolsó színigazgatója Végh Gábor volt. Több mint 30 éves munkájuk során szórakoztatták a színházakba eljutni nem tudó szegényebb polgárokat, ez úton lehetőséget adva azoknak az alkotóknak akik nem publikálhatták műveiket. Társulatukkal (amely néha elérte a 200 főt) járták az országot és szórakoztatták a szegényebbeket. Nevüket akkori törzshelyükről kapták, a ZIP – Zuglói Irodalmi Pódiumról. 
Nógrády Gyula utóda Nagy Bertalan, aki már korábban Angyalföldön bizonyított. Új csapatával új távlatokat nyitott. Az első teendői közé tartozott, hogy megváltoztassa a társulat nevét. A Misztikum mozaikszó, a MI SZinjátszók TIteket Kulturálisan Művelünk, mondatból született. Bertalan szeretné, ha nem a már mások által megírt, sikeres és jól bevezetett darabokat adná elő társulata, hanem saját tollából és új, még ismeretlen amatőr szerzők műveit vinnék színre. Társulatuk szerepelt Zsámbékon, és a legnagyobb fellendülést életükben a Budapesti Tavaszi Fesztivál keretében megrendezett Fringe Fesztiválon való szereplésük hozta meg 2007-ben. A repertoár nagy részét rövid bohózatok, jelenetek teszik ki, amelyek a helyzetkomikumra épülnek.
Mivel a csapat próba helyei sorban bezártak, otthontalanná vált a társulat. Végül sikerült találni egy helyet. 3 éve megszűnt a Rudas Attila vezette NYUSZI (Nyugdíjas Színjátszó Kör ). A NYUSZI-ban több csapattag is szerepelt. Így megkapták a NYUSZI próba helyét az Angyalföldi Művelődési Központban. Amelyet a művelődési ház helyhiány miatt 2018-ban megvont. 
Majd a Vakrepülés társulat fogadta be a csapatot, így a rendező halála után 2022-től ismételten szórakoztatnak. 
A fentiekben a csapat nevét alkotó jelmondat mellett, felvettek egy új jelmondatot. Kabaré az életünk, kabarézz hát te is velünk!
A csapat tagjai:
- Nagy Bertalan (1959. – 2021. február 4.), Berci, aki regényírásban jeleskedett, általában ő írta a társulat által előadott darabokat
- Marika Mama, aki főállásban Berci édesanyja
- Boros Júlia alapító tag
- Bor Nóra
- Tóth Imre
- Vesze Erzsébet
- Rózsa Katalin
- Parák Tibor
- Deutsch Egon technikus és zeneszerző, többször szerzett zenei anyagot a darabokhoz és közreműködik betétzenék és zörejek előállításában
- Sinkovics Zsolt
- Tamás Mónika

## Külső hivatkozások
- hivatalos oldal
- Angyalföldi Művelődési Központ
- Progresszív Instrumentális zenei Egyesület
- Vakrepülés társulat
- Net-Média Alapítvány